# Pierre Mataly de Maran
Pour les articles homonymes, voir Mataly et Maran.
Pierre Mataly de Maran, né le 17 février 1770 à Monpazier (Dordogne), mort le 11 juillet 1842 à Paris, est un général français de la Révolution et de l’Empire.

## États de service
Il entre en service le 21 septembre 1792, comme soldat au 3e bataillon de volontaires de la Dordogne, il passe tambour major le 7 octobre et capitaine le 9 décembre de la même année. Il est nommé adjudant-général chef de bataillon le 9 juin 1794, à l’armée des Pyrénées occidentales. Le 13 juin 1795, il n’est pas compris dans la réorganisation des états-majors.
Il est remis en activité le 5 mai 1799, à la suite de la 30e demi-brigade d’infanterie légère, comme chef du 1er bataillon de la Dordogne, et il est affecté à l’armée de l’Ouest. Le 1er février 1800, il rejoint la 103e demi-brigade d’infanterie de ligne, et il participe aux campagnes de l’an VIII et de l’an IX à l’armée du Rhin. Le 23 octobre 1800, il est affecté à la 38e demi-brigade d’infanterie de ligne sur ordre du général Moreau.
Le 23 octobre 1803, il est muté au 37e régiment d’infanterie de ligne, et il est employé au camp de Brest en 1804 et 1805. Il est fait chevalier de la Légion d’honneur, le 14 juin 1804, puis il rejoint en 1807, la Grande Armée pour la campagne de Pologne. 
En 1809, il fait la campagne d’Autriche, et il est nommé major le 6 mai 1809, avant d’être affecté au 15e régiment d’infanterie de ligne le 17 juin suivant. Il est créé chevalier de l’Empire le 27 décembre 1811.
Le 16 janvier 1813, il est élevé au grade de colonel, au 138e régiment d’infanterie de ligne. Il est blessé d’un coup de feu au bas ventre le 2 mai 1813, à la bataille de Lützen, et il est nommé officier de la Légion d’honneur le 10 août suivant. Il est promu général de brigade le 30 août 1813, et il prend le commandement de la 2e brigade de la 9e division d’infanterie du 3e corps de la Grande Armée. Il est blessé le 18 octobre à la bataille de Leipzig, et le 18 décembre il prend le commandement de la ville d’Ostende.
De retour en France le 5 mai 1814, il est mis en non activité le 1er septembre suivant, et il est fait chevalier de Saint-Louis le 8 mars 1815. Le 23 avril 1815, il est affecté au corps d’observation sur le Var, sous le commandement du maréchal Brune, et il est mis en non activité le 23 août suivant.
Disponible le 1er avril 1820, il prend le commandement de la 4e subdivision de la 1re division militaire le 7 août 1830. Il est admis à la retraite le 11 juin 1832.
Il meurt le 11 juillet 1842, à Paris.

## Armoiries
- Chevalier de l’Empire le 27 décembre 1811 (lettres patentes)

- Tiercé en bande d'or, de gueules et d'azur ; l'or au casque ouvert de sable, taré de fasce, panaché d'argent ; le gueules au signe des chevaliers légionnaires ; l'azur au lévrier arrêté d'argent, colleté d'or, soutenu de sinople - Livrées : les couleurs de l'écu ; le verd en bordure seulement

## Sources
- (en) « Generals Who Served in the French Army during the Period 1789 - 1814: Eberle to Exelmans »
- Thierry Pouliquen, « Les généraux français et étrangers ayant servis [sic] dans la Grande Armée » (consulté le 28 mai 2014)
- « La noblesse d’Empire » [archive du 16 février 2015] (consulté le 28 mai 2014)
- (pl) « Napoléon.org.pl »
- Joseph Durieux, La Dordogne militaire: Généraux et soldats de la Révolution et de l'Empire, d'après, imprimerie général du Sud-Ouest, 1920, p. 11.